# Miles Joseph Berkeley
Miles Joseph Berkeley (Biggin Hall, Benefield, Northamptonshire, 1 d'abril de 1803 – 30 de juliol de 1889) va ser un científic i clergue britànic, un dels fundadors de la moderna ciència de la fitopatologia. Berkeley va rebre educació al Rugby School i el Christ's College, Cambridge. Es va ordenar pastor anglicà el 1837. Es va interessar per la botànica de les criptògames (concretament els líquens) i també pels fongs i la patologia de les plantes. En micologia va donar nom a unes 6.000 espècies de fongs en la seva obra Introduction to Cryptogamic Botany, publicada el 1857, i en Gardener's Chronicle a partir de 1854. També va estudiar els mollusca i altres branques de la zoologia, en la seva contribució a Zoological Journal i Magazine of Natural History, entre 1828 i 1836.
Va fer recerca en la malaltia de la patata causada per Phytophthora infestans, l'oïdi del raïm a qui va donar el nom de Oidium tuckeri, i altres malalties d'altres conreus. El juny de 1879 va ser escollit membre de la Royal Society i va guanyar la Medalla de la Royal Society el 1863.